# Farciminellopsis
Farciminellopsis is een monotypisch mosdiertjesgeslacht uit de familie van de Bugulidae en de orde Cheilostomatida

## Soorten
- Farciminellopsis gracilis Silén, 1941